# Batelão
Batelão é uma embarcação de fundo chato, com pequeno calado (1,20 m) própria para operação próxima às margens e em águas rasas de rios, lagos e lagoas, equipada com motor de propulsão ou não, utilizada para transporte de materiais provenientes de dragagem.

## Ver também

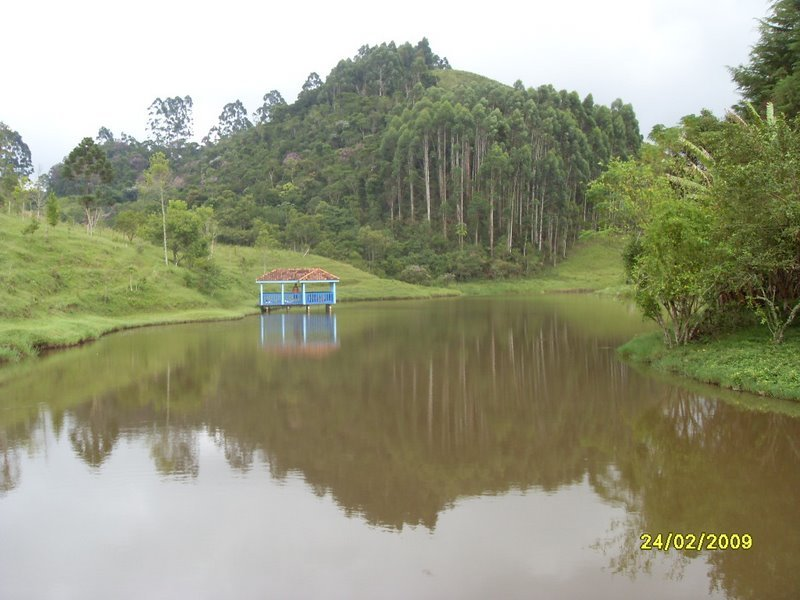
Exemplo de batelão em lagoa